# Вермеер, Гэри
Гэри Вермеер (англ. Gary Vermeer, 29 сентября 1918 Пелла, Айова, США — 2 февраля 2009 Пелла, Айова, США) — американский бизнесмен и изобретатель голландского происхождения, основатель Vermeer Corporation.

## Биография
Гэри Вермеер родился 29 сентября 1918 года в семье Джейкоба и Анны Вермееров и был старший из четырёх сыновей в семье. В 1941 году он женился на Матильде Ван Корп и семья стала жить на 120-акровой ферме. Работая на ферме, Гэри в 1943 году создал механический подъемник, чтобы облегчить процесс разгрузки своего фургона с зерном во время сбора урожая. Увидев спрос на подобные устройства среди соседей, он вместе с двоюродным братом в 1948 году создал компанию Vermeer Manufacturing Company. Компания быстро развивалась и к 2007 году продавала более 125 наименований промышленной и сельскохозяйственной техники, которая продавалась по всему миру. В 1989 году Гэри решил отойти от дел и передал управление компанией своему сыну Бобу Вермееру и дочери Мэри Вермеер Андринга.
В 1985 году Вермеер основал благотворительную организацию Vermeer Charitable Foundation, которой жертвовал часть прибыли компании. Его фонд спонсирует стипендиальные программы, оказывает помощь при стихийных бедствиях, строит больницы, а также борется с экологическими проблемами не только в США, но и по всему миру.
За свои заслуги Гэри Вермеер получил множество наград, включая Pella Community Service Award в 1977 году, был назван изобретателем года в Айове в 1984 году, включён в Зал деловой славы Айовы в 1986 году, Junior Achievement Business Hall of Achievement в 1992 году и зал Славы индустрии строительного оборудования в 1996 году.
Гэри Вермеер умер 2 февраля 2009 года в своём доме в Пелла.